# Hornbeck (Luisiana)
Hornbeck es un pueblo ubicado en la parroquia de Vernon en el estado estadounidense de Luisiana. En el censo de 2010 tenía una población de 480 habitantes y una densidad poblacional de 160,32 personas por km².

## Geografía
Hornbeck se encuentra ubicado en las coordenadas 31°19′34″N 93°23′45″O / 31.32611, -93.39583. Según la Oficina del Censo de los Estados Unidos, Hornbeck tiene una superficie total de 2.99 km², de la cual 2.98 km² corresponden a tierra firme y (0.43%) 0.01 km² es agua.

## Demografía
Según el censo de 2010, había 480 personas residiendo en Hornbeck. La densidad de población era de 160,32 hab./km². De los 480 habitantes, Hornbeck estaba compuesto por el 96.04% blancos, el 0.21% eran afroamericanos, el 0.21% eran amerindios, el 0% eran asiáticos, el 0% eran isleños del Pacífico, el 0.63% eran de otras razas y el 2.92% pertenecían a dos o más razas. Del total de la población el 3.13% eran hispanos o latinos de cualquier raza.